# Virágtakaró

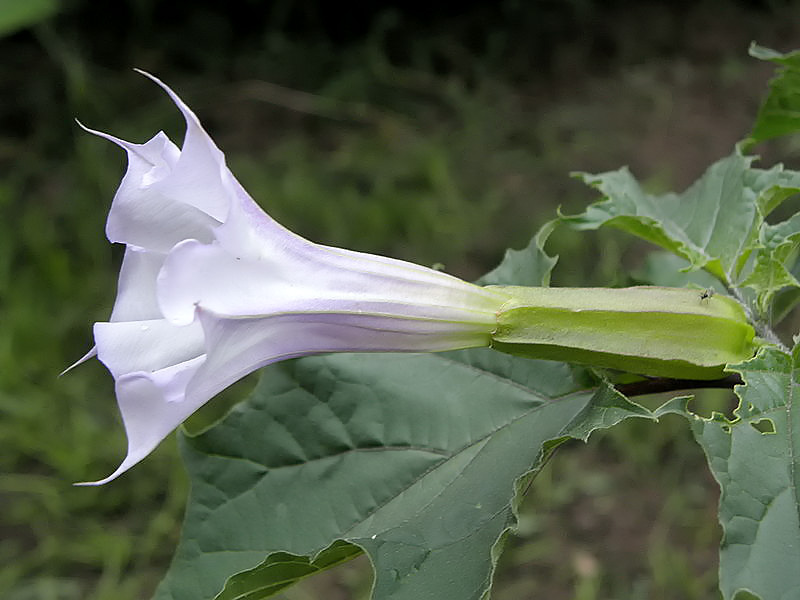
A csattanó maszlag (Datura stramonium) csészéje és pártája is forrott. Pártája ún. hosszú-tölcséres párta.

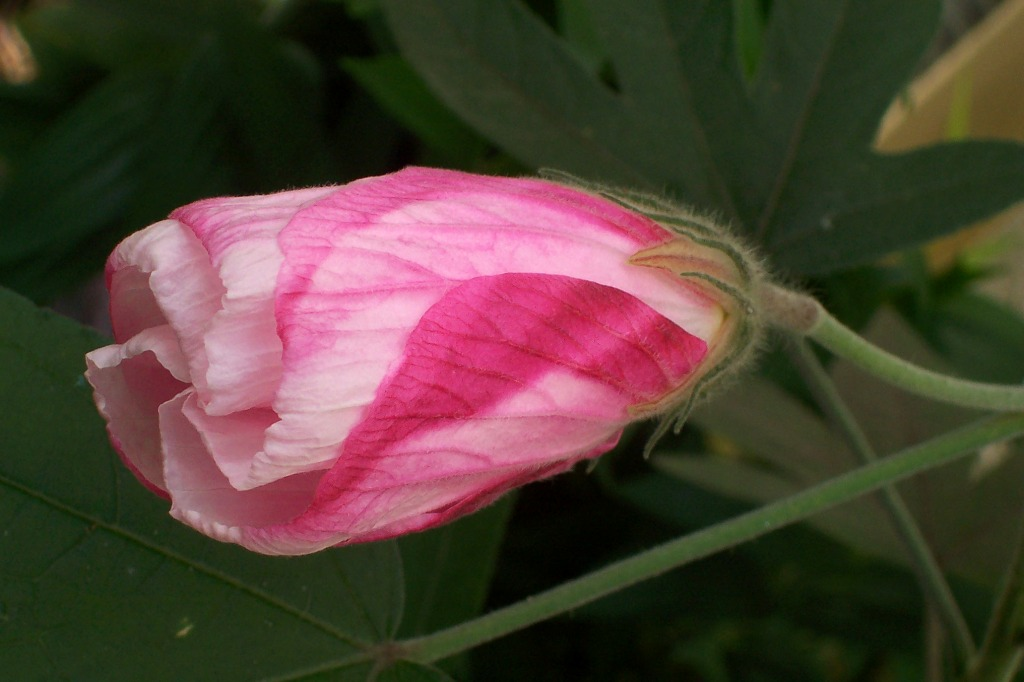
Egy hibiszkuszfaj virága: jól látszik a csészelevelek szőrözöttsége és a sziromlevelek erezettsége.

A virágtakaró vagy takarótáj (perianthium) a virág takarólevelekből (chlamys) álló, legkülső tája. Feladata, hogy védje az ivarleveleket – a porzókat és a termőket – a külső hatásoktól, ugyanakkor a koevolúció révén, a rovarokkal való közös fejlődés folyamán gyakran feltűnő színű vagy színezetű rovarcsalogató levelekké váltak.

## A takarólevelek típusai
A takarótáj alapvetően kétféle típusú lehet:
- kétnemű virágtakaró esetén a takaróleveleknek kétféle, alaktanilag általában eléggé eltérő típusa van, a sziromlevél és a csészelevél. A sziromlevelek alkotják a pártát, a csészelevelek pedig a csészét. Az ilyen típusú, kettős takarórendszerrel rendelkező virágot heterochlamydeus virágnak nevezzük (pl. a cseresznyefa virága).

- egynemű virágtakaró esetén csak egyféle takarólevél-típus van, a lepellevél, ezek alkotják a lepelt. Az ilyen virágot homoiochlamydeus virágnak nevezzük (pl. a tulipán virága).